# Erik Richard Sellström
Erik Richard Sellström, född 27 april 1833, död 29 september 1868 i Stockholm, var en svensk målare och fotograf.
Han var son till länsnotarien Johan Eric Sellström och Henriette Christine Sofie Louise Adelaide Fernholm. Sellström studerade vid Konstakademien i Stockholm 1849–1856 där han tilldelades några mindre utmärkelser. Efter studierna etablerade han sig som fotograf och var vid sidan av sitt arbete verksam som konstnär.